# Schubertgipfel
Schubertgipfel är en bergstopp i Antarktis. Den ligger i Östantarktis. Norge gör anspråk på området. Toppen på Schubertgipfel är 2 422 meter över havet.
Terrängen runt Schubertgipfel är huvudsakligen kuperad, men västerut är den platt. Trakten är obefolkad. Det finns inga samhällen i närheten.